# Protein gai

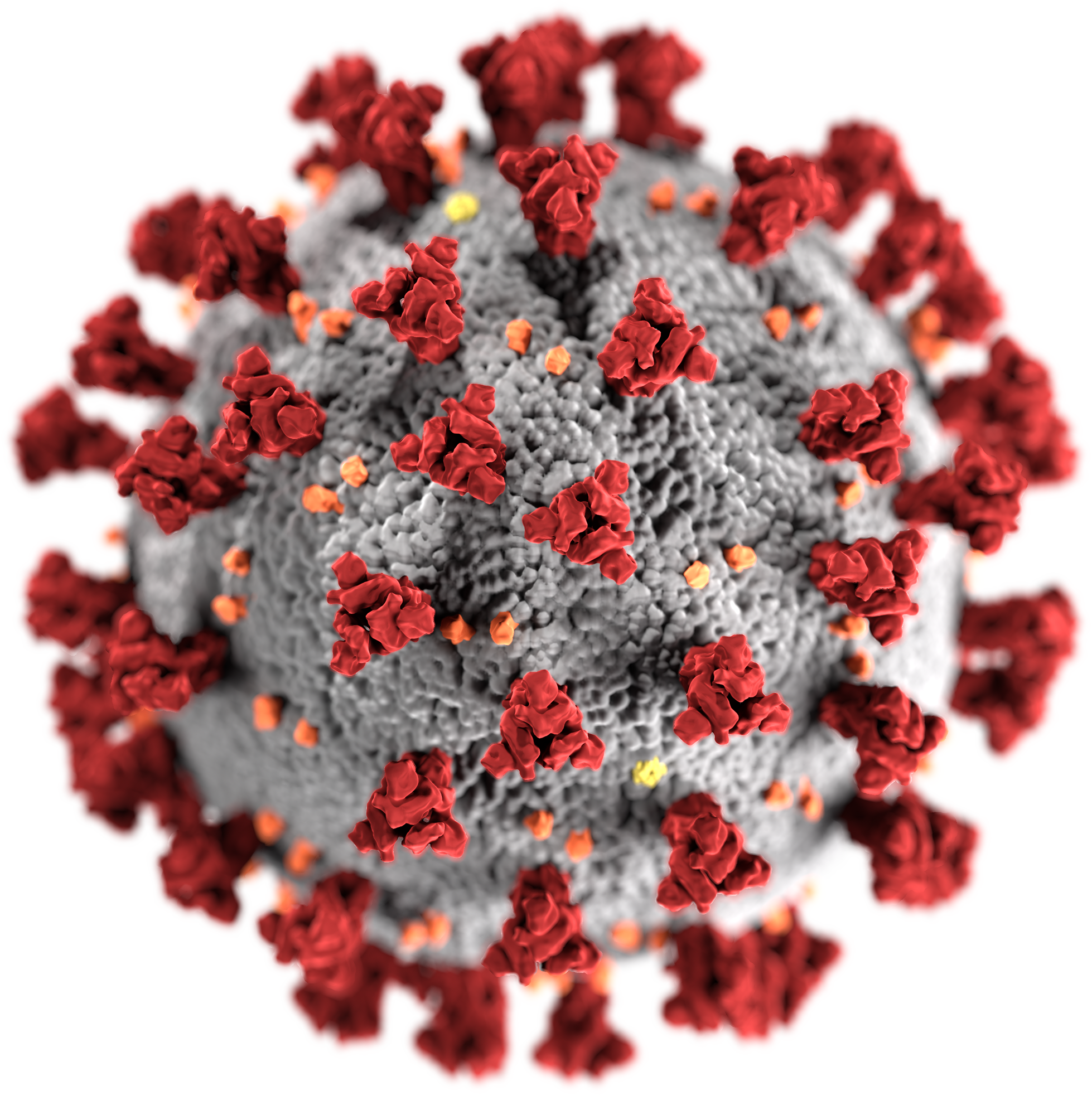
Các protein gai (màu đỏ và cam) của SARS-CoV-2, loại virus gây ra COVID-19.

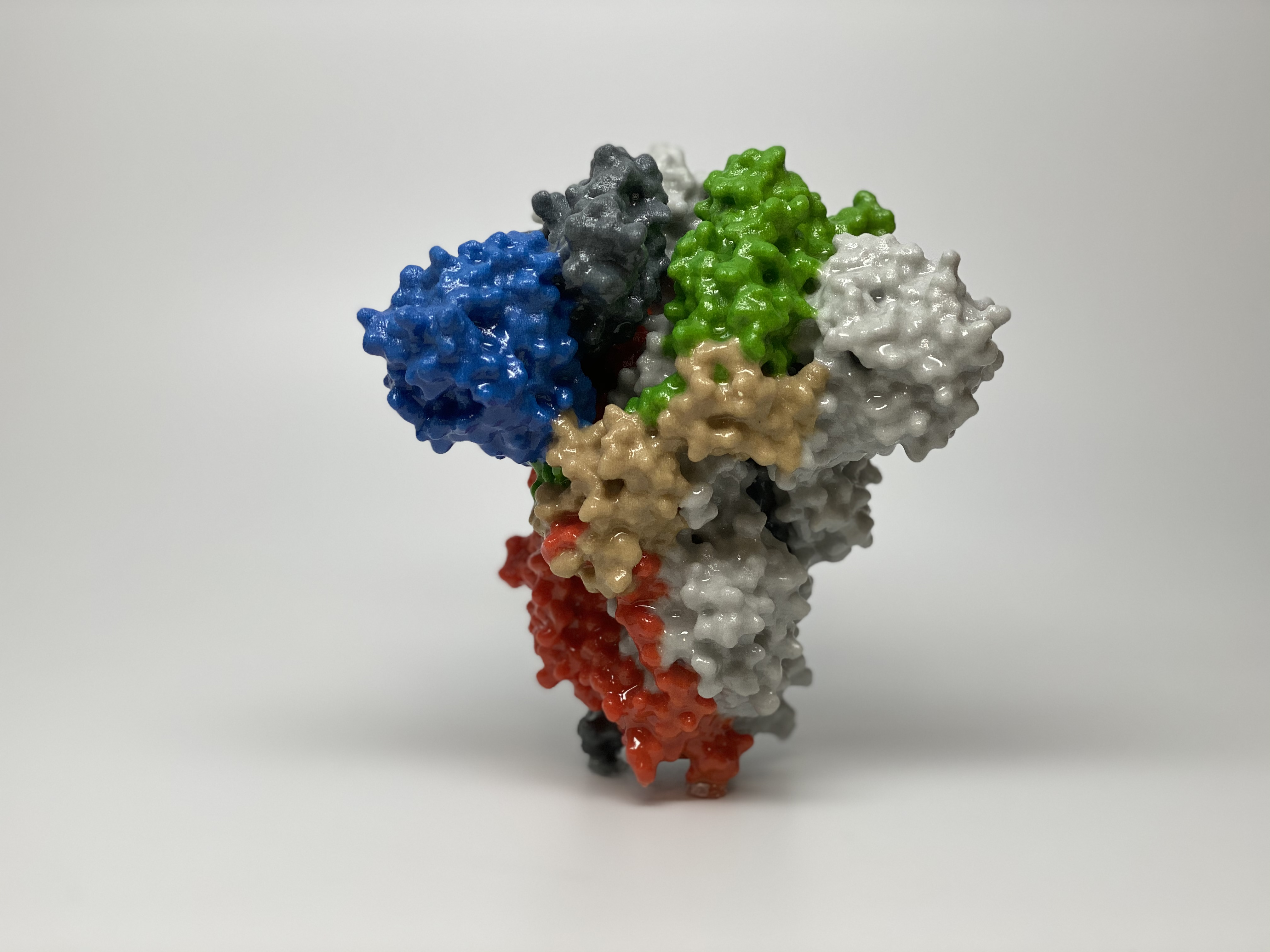
Bản in 3D của một trong những protein gai của SARS-CoV-2.

Protein gai, còn được gọi là peplomer (tiếng Hy Lạp: peplos 'áo váy', + meros 'phần'), là những cấu trúc dạng núm thường được cấu tạo từ glycoprotein, lồi ra từ lớp lipid kép của bề mặt màng bọc virus. Các protein gai này đóng vai trò quan trọng trong quá trình lây nhiễm; chúng chịu trách nhiệm cho việc gắn virus hoặc virion vào các vị trí thụ thể trên bề mặt tế bào chủ và tạo ra sự giải phóng vỏ bọc chứa vật liệu di truyền của virus vào tế bào chất của tế bào chủ bằng cách kích hoạt sự dung hợp giữa vỏ và màng vật chủ. Chúng có thể có hoạt tính hemagglutinin hoặc có hoạt tính enzym như neuraminidase. Chúng là các kháng nguyên bề mặt.